# SN 2004ht
SN 2004ht – supernowa typu II odkryta 22 września 2004 roku w galaktyce A010448-0053. W momencie odkrycia miała maksymalną jasność 21,10m.